# Cotai
Cotai, com o seu nome oficial de "Zona do Aterro de COTAI", é um istmo pertencente à Região Administrativa Especial de Macau (RAEM). O nome "Cotai" é formado pela sílaba Co (Coloane) e pela sílaba tai (deTaipa). 
Em 1968, inaugurou-se o istmo de Cotai (ou istmo de Taipa-Coloane) e, sobre ele, edificou-se a "Estrada do Istmo" que fazia ligação entre as ilhas de Taipa e Coloane. Ao longo da década de 90, este istmo foi alargado graças a uma série de obras de aterro. Administrativamente, ainda não foi atribuído a qualquer freguesia.
Após a transferência de Macau para a China (1999), começaram grandes aterros para expandir este pequeno istmo. A "Estrada do Istmo" também foi remodelada e expandida. No final destes aterros, Cotai passou a ter aproximadamente uma área de 5,2 km². Em 2003/2004, começaram a construção de hotéis, "resorts" de luxo e grandes casinos neste istmo. O governo da RAEM queria tornar o istmo de Cotai num segundo "strip" de Las Vegas. Queria tornar o istmo num centro de entretimento, de jogos e de hotéis de luxo. Construíram também instalações desportivas neste istmo para a realização dos "Jogos da Ásia Oriental" (2005) e para proporcionar lugares para os habitantes de Macau praticarem desporto.
A Ponte Flor de Lótus faz ligação entre Cotai e a ilha chinesa de Hengqin.